# Robert Ezra Park
Robert Ezra Park (14 de febrero de 1864 – 7 de febrero de 1944) fue un sociólogo urbano estadounidense, y uno de los principales fundadores de la Escuela de Sociología de Chicago.

## Biografía
Park nació en Harveyville, Pensilvania, y creció en Minnesota. Se educó en la Universidad de Míchigan, donde estudió con el filósofo pragmático norteamericano John Dewey. 
Su interés en temas sociales, especialmente los raciales, lo llevaron a ejercer como periodista en Chicago.
Luego de varios años de ejercer la profesión en distintos estados, obtuvo un máster en psicología y filosofía por la Universidad de Harvard, donde estudió con el prominente filósofo pragmático William James.
En 1899 se dirigió a Alemania donde estudió en Berlín, Estrasburgo y Heidelberg. En Berlín fue alumno de Georg Simmel, y en 1903 en Heidelberg, bajo la tutela de Wilhelm Windelband (1848-1915), obtuvo el doctorado en psicología y filosofía. Su trabajo de disertación fue: Masse und Publikum. Eine methodologische und soziologische Untersuchung. Retornó a Harvard en 1903, donde se desempeñó brevemente como asistente en filosofía.
Park dejó Harvard cuando Booker T. Washington lo invitó al Instituto Tuskegee, para trabajar en temas raciales en el sur de los Estados Unidos. Luego se incorporó en 1914 al departamento de sociología de la Universidad de Chicago, donde permaneció hasta su retiro en 1929.
Park Falleció en Nashville, Tennessee a la edad de 79 años.
Durante su vida se convirtió en una figura reconocida tanto dentro como fuera del mundo académico. En varias oportunidades desde 1925 fue presidente de la Asociación Sociológica Americana y de la Liga Urbana de Chicago y fue miembro del Consejo de Investigación en Ciencias Sociales.

## Obra
Park relacionaba su labor de periodista con el despertar de su investigación sociológica. De aquí vincula los conceptos de Comunicación y Sociedad, los que desarrollará en Introduction to the science of sociology.
En el periodo de Park en la Universidad de Chicago, el departamento de sociología comenzó a utilizar la ciudad a su alrededor como una especie de laboratorio de investigación. Del trabajo conjunto con sus colegas de Chicago, tales como Ernest Burgess, Homer Hoyt, y Louis Wirth nació el concepto de Sociología urbana conocido como Escuela de Chicago. "La ciudad —dice Park— ha sido descrita como el hábitat natural del hombre civilizado. En la ciudad, el hombre ha desarrollado la filosofía y la ciencia, y se ha convertido no sólo en un animal racional sino también en un animal sofisticado. La ciudad y el entorno urbano representan para el hombre la tentativa más coherente y, en general, la más satisfactoria de recrear el mundo en que vive de acuerdo a su propio deseo. Pero si la ciudad es el mundo que el hombre ha creado, también constituye el mundo donde está condenado a vivir en lo sucesivo. Así pues, indirectamente y sin tener plena conciencia de la naturaleza de su obra, al crear la ciudad, el hombre se recrea a sí mismo. En este sentido y en este aspecto podemos concebir la ciudad como un laboratorio social." (Robert Park)
Park, sintetizaba su labor con la siguiente frase: "Fui principalmente un investigador en tres áreas: Comportamiento Colectivo, Ecología Humana y Relaciones Raciales".